# 吕凤子
吕凤子（1886年7月7日—1959年12月20日），谱名锺濬，原名濬，字凤痴，号凤子，晚以号行，男，江苏丹阳人，中国国画宗师，美术教育家。其弟为佛学家吕澂，堂弟为史学家吕叔湘。

## 生平
幼时聪颖，1901年十六岁时参加科举考试，一举得中秀才，一时与胡小石两人并称“江南才子”。1903年在苏州武备学堂习武。1907年秋考入南京两江优级师范学堂，入图画手工科。两江师范学堂由两江总督署所办，为江南第一学府；也是中国近代美术教育事业的先驱，毕业生成为之后不久成立的南京、上海、苏州、杭州等地美术和艺术专科学校的师资先驱，开拓发展了早期的中国艺术教育。生源主要来自江南省和江西省，人才济济。与姜丹书、汪采白、凌文渊、李健、关溉亭等人同学，师从李瑞清等人，1910年毕业。1910年在上海创办中国第一所美术专科学校神州美术院，1912年在江苏丹阳创办正则女子学校，1940年在四川壁山创办正则艺术专科学校；曾任两江师范学堂附中教员、北京女子高等师范学校教授兼图工科主任、上海美术专科学校教授兼教务主任、国立东南大学教授兼艺术系主任、国立中央大学教授兼图画科主任、镇江中学校长、江苏师范学院教授兼国画制图系主任等。
吕凤子一生培养众多美术人才，为中国现代美术教育宗师。刘海粟、徐坚白、李可染、吴冠中、张安治、姚梦谷、邓白、杨云龙、乌密风、刘鲁生等人都是他的弟子。三十年代与国画家张大千、颜文梁、陈之佛、高剑父和西画家徐悲鸿、潘玉良、吕斯百、庞薰琴等人执教于南京中央大学艺术系时，其弟子徐悲鸿、张书旗、柳子谷曾合称画坛“金陵三杰”。

## 主要著作
- 《美术史讲稿》
- 《中国画法研究》
- 《凤先生说美育》
- 《吕凤子仕女画册》
- 《吕凤子华山速写集》